# Cisaga (Cisaga)
Cisaga is een bestuurslaag in het regentschap Ciamis van de provincie West-Java, Indonesië. Cisaga telt 6542 inwoners (volkstelling 2010).